# 広島市郷土資料館
広島市郷土資料館（ひろしましきょうどしりょうかん）は、広島県広島市南区宇品にある歴史系博物館（登録博物館）である。
広島市域の人々の暮らしにかかわる歴史をテーマとした博物館。企画展と常設展がある。また、教室事業も活発に行っている。併設されている図書室の規模はそれほど大きくはないが、民族や風俗・文化遺産や調査書などが充実している。

## 歴史
1985年（昭和60年）5月開館。元々この建物は、明治時代に建てられた旧陸軍施設であり、広島市への原子爆弾投下にも耐えた被爆建物であり、その後様々な経路を経てその一部を資料館として整備したものである。

## 展示

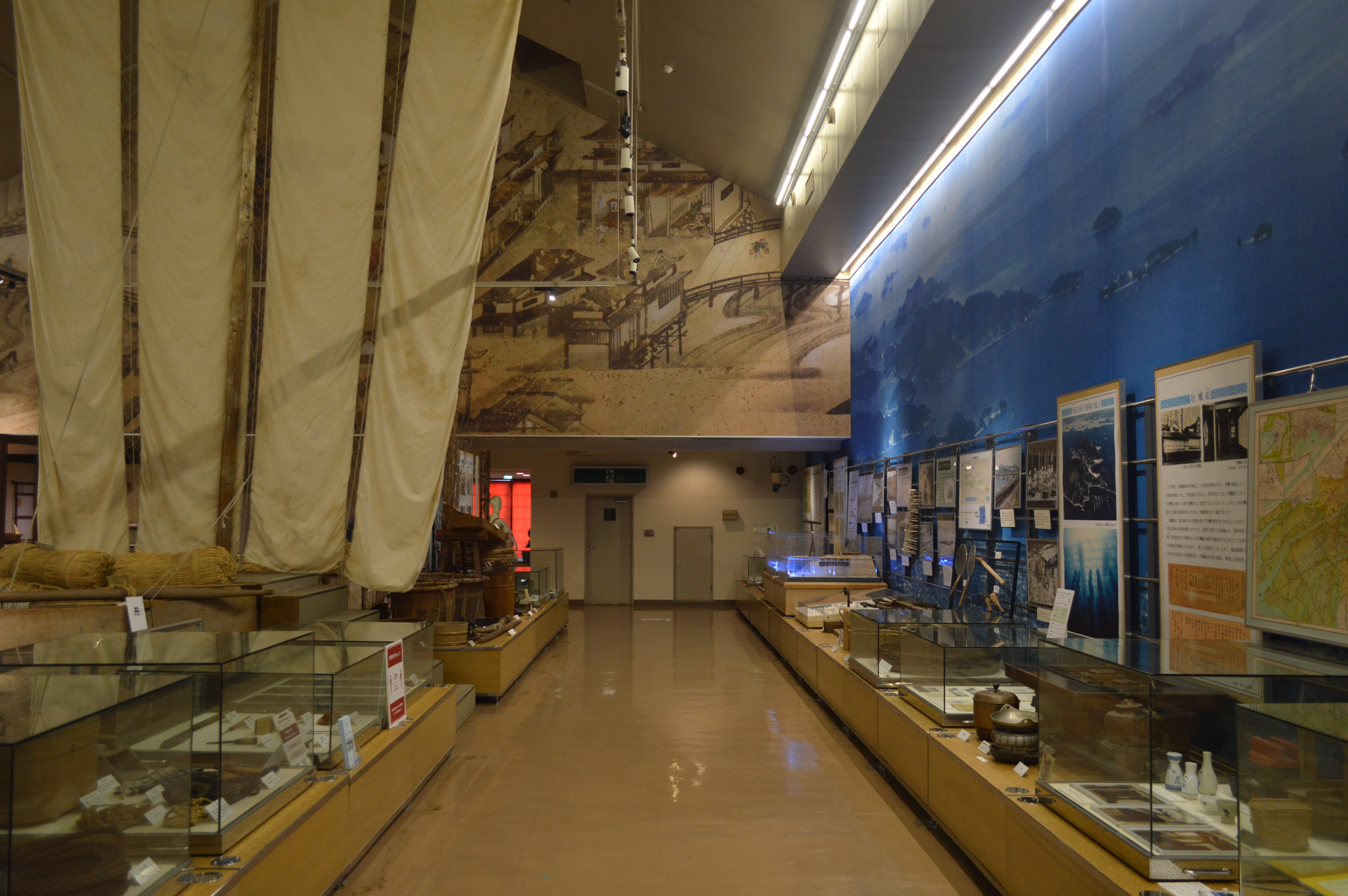
常設展示

### 常設
大きく分けて、江戸時代以降に広島市域で発展した地場産業と、江戸から明治以降の広島特にここ宇品の歴史とこの建物の来歴について展示している。
- 地場産業
  - 米づくり
  - カキ・海苔養殖
  - アサ・髢・和傘・下駄づくり
  - 山繭織り

- 近代史
  - 舟運
  - 八木用水
  - 宇品築港
  - 宇品陸軍糧秣支廠

## 建物
建物は1911年（明治44年）に建てられた宇品陸軍糧秣支廠缶詰工場の一部にあたる。戦後、国が管理していたものを市が譲り受け再整備し博物館として開館した。
ほぼ竣工当時のまま保存され、被爆により曲がった鉄骨など保存展示している。また「旧広島陸軍糧秣支廠建物」として1985年(昭和60年)4月22日に広島市の重要有形文化財に指定されている。

## 利用案内
開館時間
午前9時～午後5時（入館は午後4時30分まで）
休館日
月曜日（ただし、月曜日が祝日法で定める休日のときは、その直後の休日の翌日でない日）
入館料
大人100(80)円、小人50(30)円
( )内は30人以上の団体料金、小学生未満の幼児は無料。
アクセス
JR広島駅から広島電鉄市内電車 広島港（宇品）行5番電車「宇品二丁目」電停下車　西へ300m
紙屋町・八丁堀から広島電鉄市内電車　広島港（宇品）行1・3番電車「宇品二丁目」下車　西へ300m
無料駐車場有